# 972 (numero)
Novecentosettantadue (972) è il numero naturale dopo il 971 e prima del 973.

## Proprietà matematiche
- È un numero pari.
- È un numero composto con 18 divisori: 1, 2, 3, 4, 6, 9, 12, 18, 27, 36, 54, 81, 108, 162, 243, 324, 486, 972. Poiché la somma dei suoi divisori (escluso il numero stesso) è 1576 > 972, è un numero abbondante.
- È un numero palindromo e un numero ondulante nel sistema posizionale a base 17 (363).
- È un numero palindromo e un numero a cifra ripetuta nel sistema posizionale a base 35 (RR).
- È un numero malvagio.
- È un numero di Harshad nel sistema numerico decimale.
- È un numero potente.
- È un numero pratico.
- È un numero semiperfetto in quanto pari alla somma di alcuni (o tutti) i suoi divisori.
- È un numero rifattorizzabile in quanto divisibile per il numero dei propri divisori.
- È parte delle terne pitagoriche (405, 972, 1053), (729, 972, 1215), (972, 1296, 1620), (972, 2079, 2295), (972, 2835, 2997), (972, 4320, 4428), (972, 6525, 6597), (972, 8721, 8775), (972, 13104, 13140), (972, 19671, 19695), (972, 26235, 26253), (972, 39360, 39372), (972, 59045, 59053), (972, 78729, 78735), (972, 118096, 118100), (972, 236195, 236197).

## Astronomia
- 972 Cohnia è un asteroide della fascia principale del sistema solare.
- NGC 972 è una galassia spirale della costellazione dell'Ariete.

## Astronautica
- Cosmos 972 è un satellite artificiale russo.